# Cellaria demissa
Cellaria demissa är en mossdjursart som beskrevs av Moyano 2000. Cellaria demissa ingår i släktet Cellaria och familjen Cellariidae. Inga underarter finns listade i Catalogue of Life.